# The Million Dollar Hotel
The Million Dollar Hotel (Brasil: O hotel de um milhão de dólares / Portugal: The Million Dollar Hotel - O Hotel) é um filme norte-americano de 2000, baseado em história de Bono da banda irlandesa U2 e Nicholas Klein, foi dirigido por Wim Wenders.

## Sinopse
O filho de um bilionário morre num hotel decadente e um agente federal (Mel Gibson) chega para virar do avesso as vidas dos hóspedes, no intuito de descobrir se a morte foi suicídio ou assassinato.
O hotel de um milhão dólares é um projeto de um hotel milionário que é abandonado, do qual fica somente o prédio, que no momento do filme é ocupado por pessoas que não possuíam seguro social, nos EUA,  e portanto, marginais da máquina social (drogados, doentes mentais, etc.). Essas pessoas somente contam uns com os outros para sobreviver, ou seja, não possuem nenhum recurso externo. Ocorre uma morte, e esse fato traz a esse ambiente um policial. Este tem todos os recursos externos mas não tem afetos, não tem vínculos. Isso é representado no filme pela história do policial que é uma pessoa que nasceu com uma descalcificação na coluna vertebral, e este problema tira a sua sustentação. Esta só é possível por que usa um tipo de armadura, externa portanto, que o mantém em pé. O diretor, de maneira brilhante, contrasta esse personagem com outro, um rapaz, aparentemente possuidor de um retardo mental e profundamente afetivo e ético. Por meio da relação desses dois personagens o diretor discute  sobre o que é fundamental para nossa sobrevivência e o que nos dá de fato segurança.

## Elenco
- Jeremy Davies .... Tom Tom
- Mel Gibson .... Skinner
- Milla Jovovich .... Eloise
- Jimmy Smiths .... Geronimo
- Peter Stormare .... Dixie
- Amanda Plummer .... Vivien
- Gloria Stuart .... Jessica
- Tom Bower .... Hector
- Donal Logue .... Charley Best
- Julian Sands .... Terence Scopcy
- Harris Yulin .... Stanley Goldkiss
- Tim Roth .... Izzy Goldkiss
- Bono

## Prêmios e indicações
Festival de Berlim
- Ganhou o Urso de Prata de melhor direção (Wim Wenders).